# 美食廣場

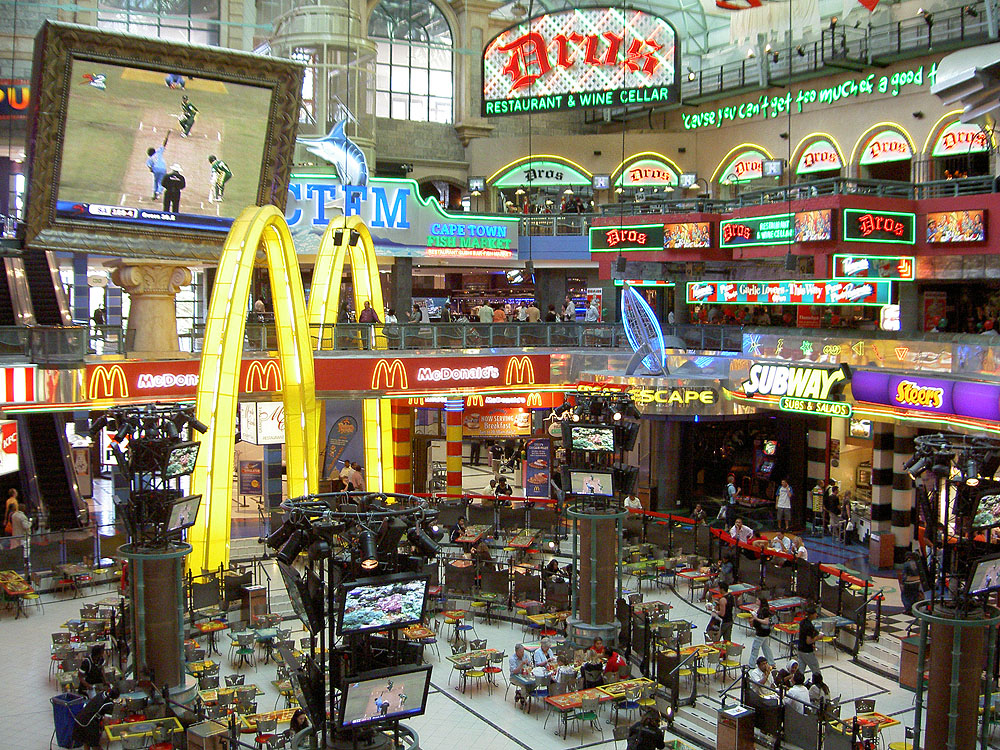
南非開普敦熟食中心

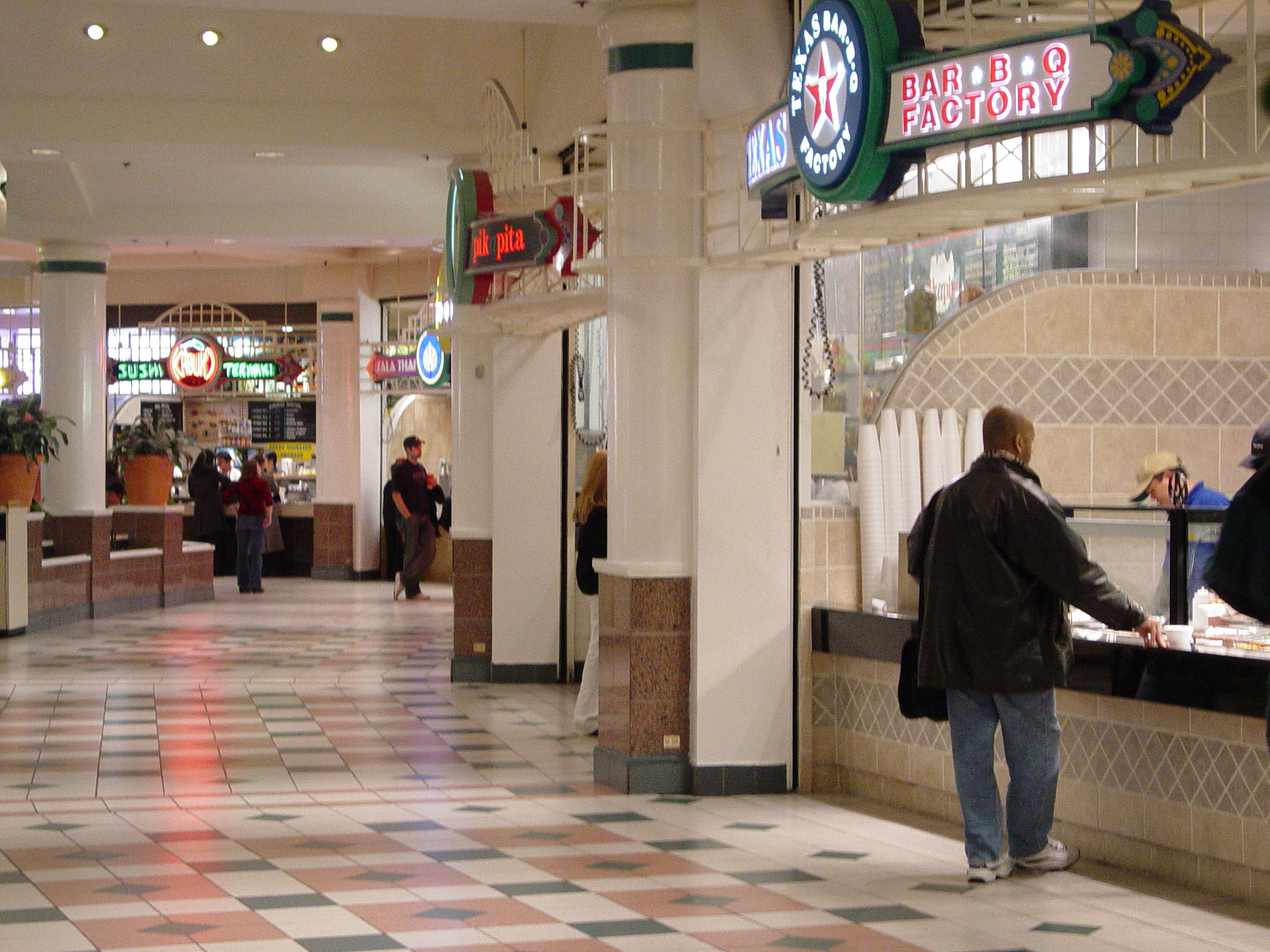
商場的熟食中心，位於美國維珍尼亞州阿靈頓縣五角大樓城的時穎中心（Fashion Centre at Pentagon City）

美食廣場，又稱為熟食中心，是在一個建築範圍或區域空間內，由多家綜合的餐飲、食品業種店所集合構成，提供消費者多元組合性餐飲服務的開放空間，一般附屬於購物中心或百貨公司。各商店經由與開發商的合作經營契約，或各業種店間的共同協約，以規範各業種店的經營權，並管制公共設施使用的權利義務，有效達成整體複合性經營運作的商業型態。
美食广场的业态是批发一大片场地，然后弄很多档口分租出去。
在美食广场内，小型商家只需要进驻付入场费就可以正常营业，使用美食广场的证照，接受美食广场的的管理。因为不需要单独办证，所以非常受小商家欢迎。按理说，卫生有责任连带问题，美食广场应该管得非常严。但实际上部分美食广场对储存状况、厨房卫生、食品操作规范、保质期开袋保质期等方面的管理非常弱，说是疏漏也不为过。

## 历史
位于美国新泽西州Paramus Park的一个有2层美食广场，开放于1974年3月，被认为是第一个成功商业运营的美食广场。

## 各地特色

### 台灣
在台灣，普遍將此類場所稱做「美食街」，一般附設於購物中心、百貨公司內，並自行經營管理。近年則出現專門經營的連鎖美食廣場（如大食代）以及全為餐飲業種或餐飲占比極高的獨立商場（例如ATT筷食尚、微風台北車站、京站時尚廣場小碧潭店、寶島時代村等）。
台灣美食廣場（美食街）的雛形，乃源於在路邊攤、廟口及夜市中，由多個飲食店（攤）聚集毗鄰經營的型態，而台灣國民所得不斷提昇，生活及消費型態的改變，社會需求的多元化，流通、服務、餐飲等業態的革新及引進，使得本屬多業種業態的餐飲市場中，新開發出「美食廣場」業態的經營，結合了餐飲、休閒、社交等多元功能。
美食廣場的業態概念：
1. 有一定的空間範圍
2. 為餐飲、食品業種店鋪的集合
3. 提供選擇多元組合性的餐飲服務
4. 經由契約或共同協約規範各業種店的營業行為
5. 為整體複合經營的商業型態

### 馬來西亞與新加坡
在馬來西亞與新加坡普遍將此地點稱做美食中心（food court）或小販中心（hawker centre），主要分佈在各住宅區內。

### 香港
在香港，以前將此類經營稱為「大牌檔」。現代的美食廣場衛生環境、食品選擇和經營者的背景都大不相同。例如加盟經營的有不少是連鎖店品牌，例如滿記甜品、仙跡岩、星巴克、必勝客、台灣牛肉麵、Pepper Lunch、學記粥麵等。
美食廣場多數是固定的地方，以香港為例，例如從前的新填地、大笪地、市政大廈（多數稱為「熟食市場」）、大牌檔小販認可區。而隨著社會發展，現今很多美食廣場都設在大型購物中心或百貨公司裡，這個設計可將場內食肆集中起來，使食物製作程序、管理和清潔更為方便和有效率。

## 與港式快餐的關係
當美食廣場由購物中心或百貨公司自主營運時，其形式類似港式快餐。特點如下：
- 所有店面由一家公司營運
- 廚房裝修、爐具由美食廣場營運者負責
- 公司派遣員工負責店舖管理，在部分的美食廣場（例如apm內的cooked deli），各店共用一個廚房。
- 統一的收費台
- 快速甚至預先烹調的食物

### 屬於港式快餐的美食廣場
香港部份購物中心、和中國内地的購物中心都以港式快餐的形式營運各自的美食廣場。
各大學的學生餐廳也是使用這種經營方式。

#### 澳門
新八佰伴的美食廣場和舊有的澳門工人球場餐飲部。

各大博企均有設立美食廣場。

### 不屬於港式快餐的美食廣場
街市：澳門的祐漢街市等多個街市的熟食中心。
賭場：澳門威尼斯人度假村酒店和新濠天地的美食廣場。

## 参看
- 小販中心
- 食街
- 冬菇亭

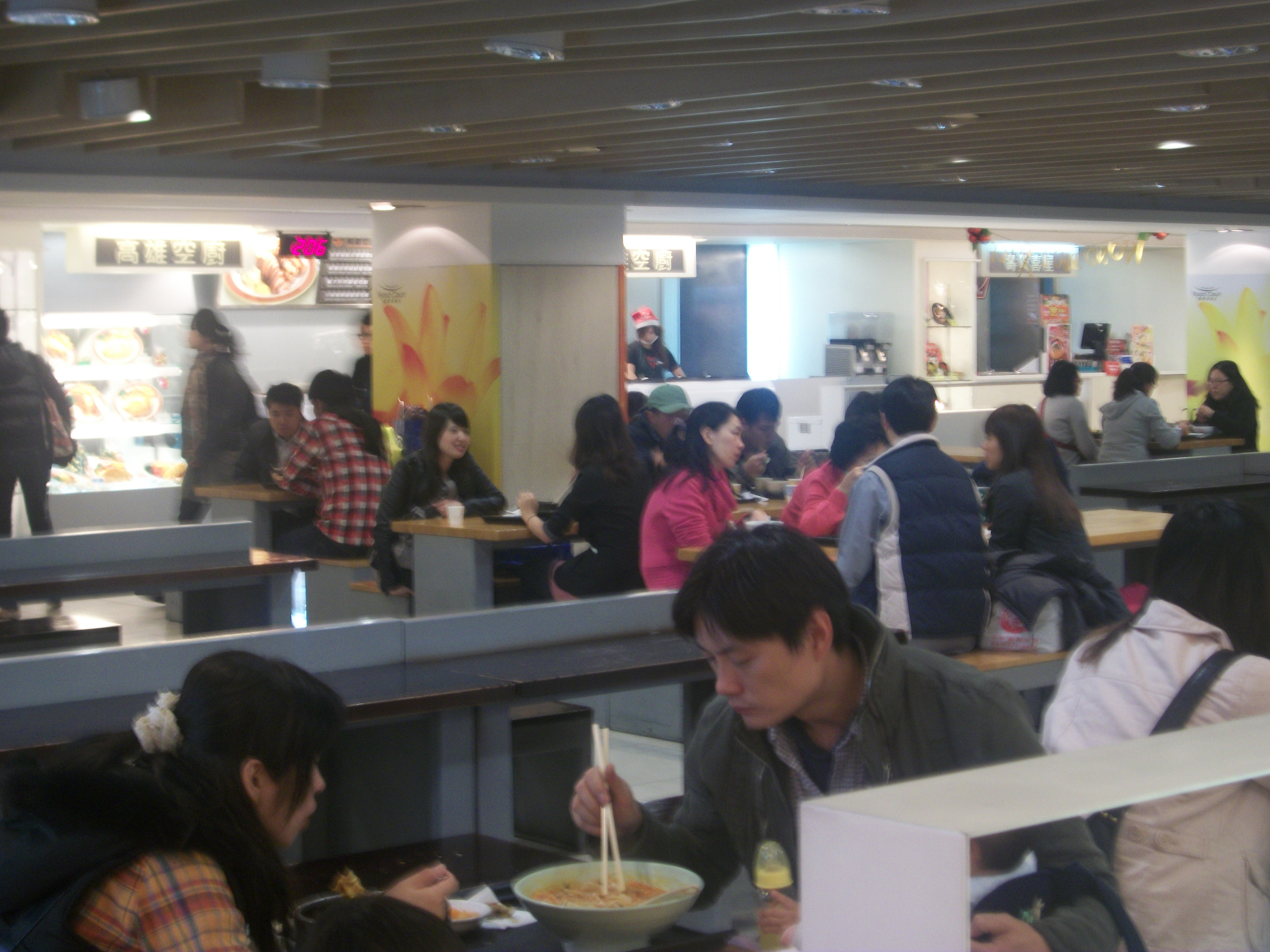
台中中友百貨美食街
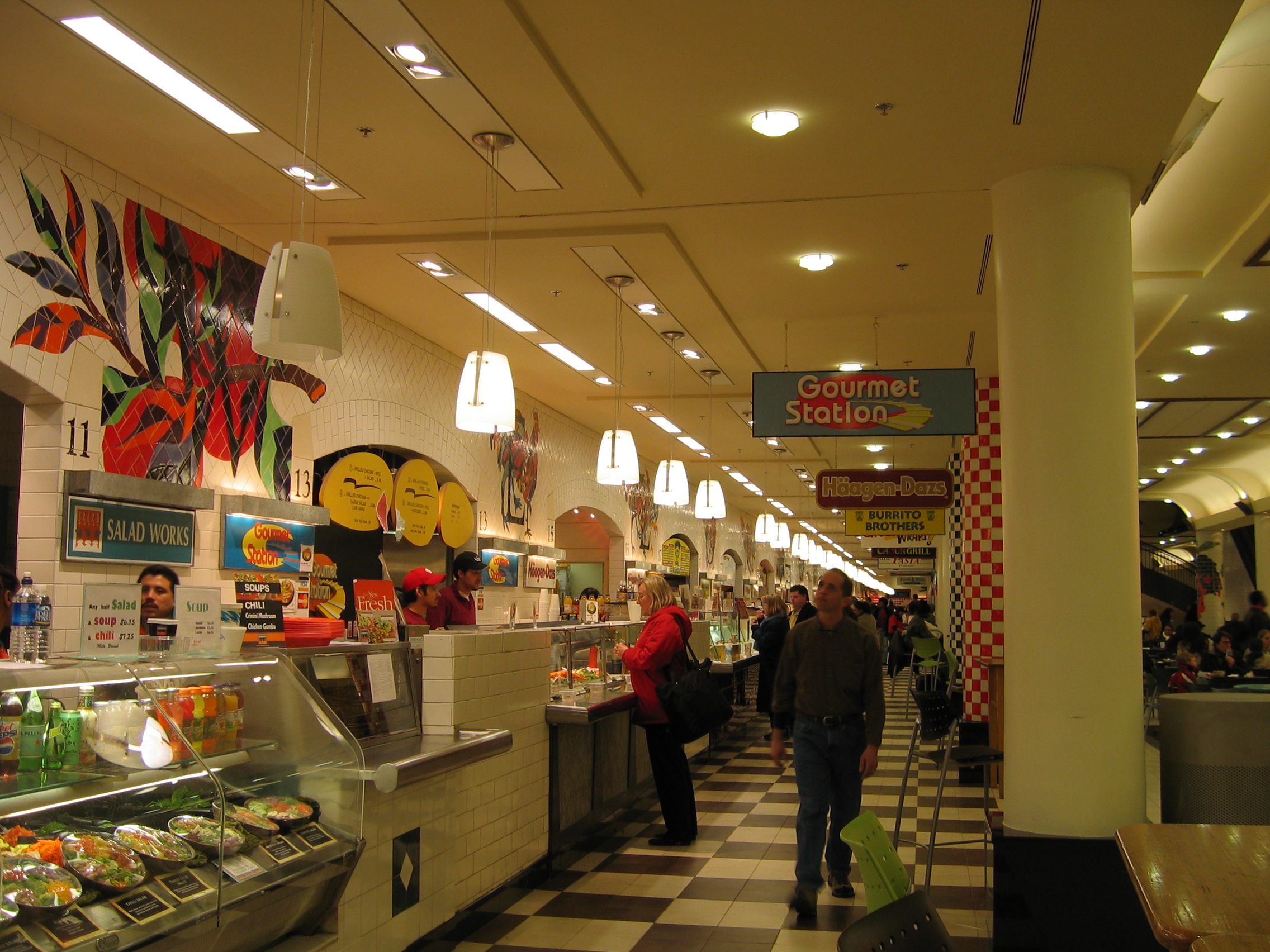
華盛頓特區聯合車站地下美食街
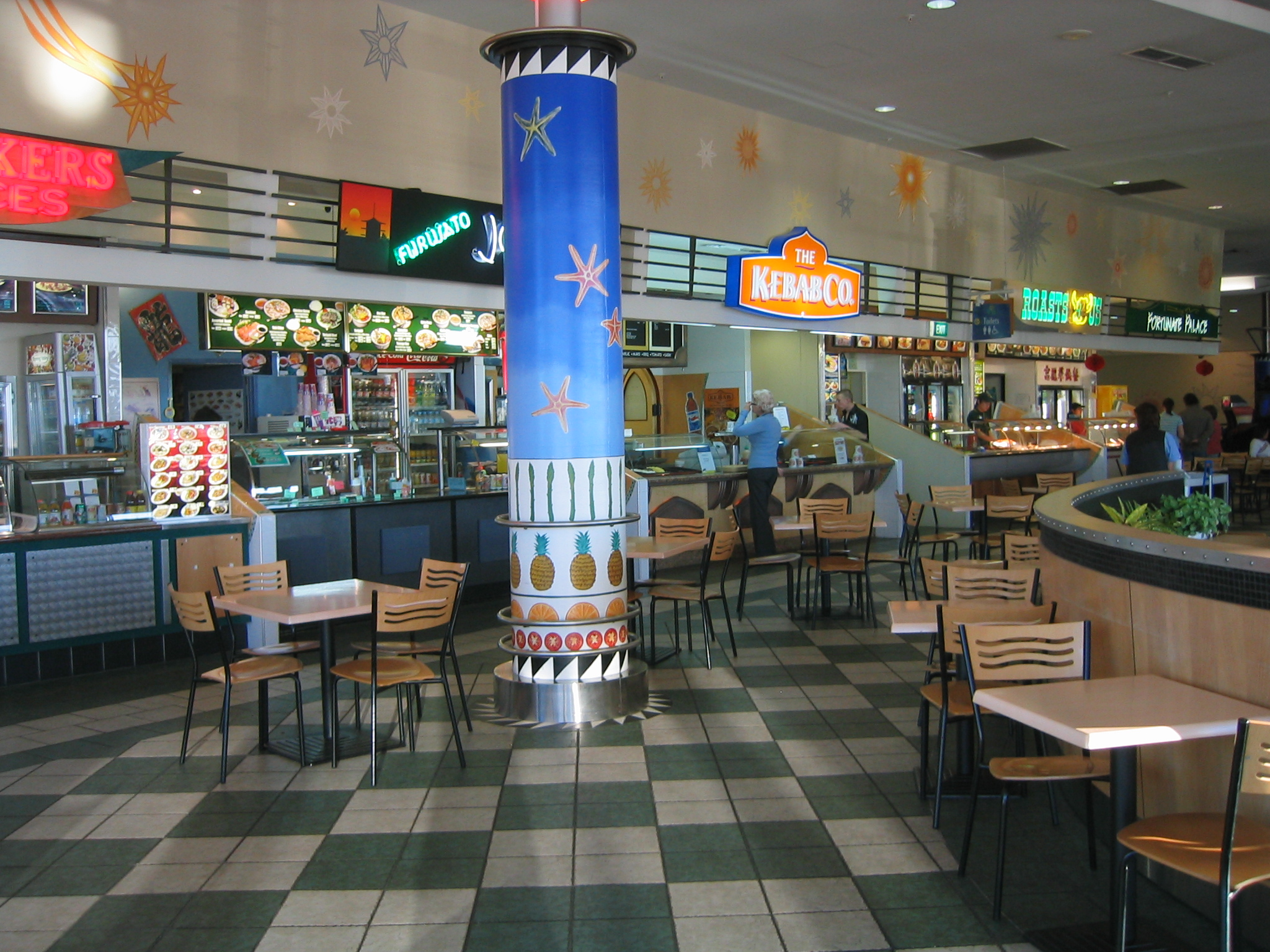
西澳大利亞
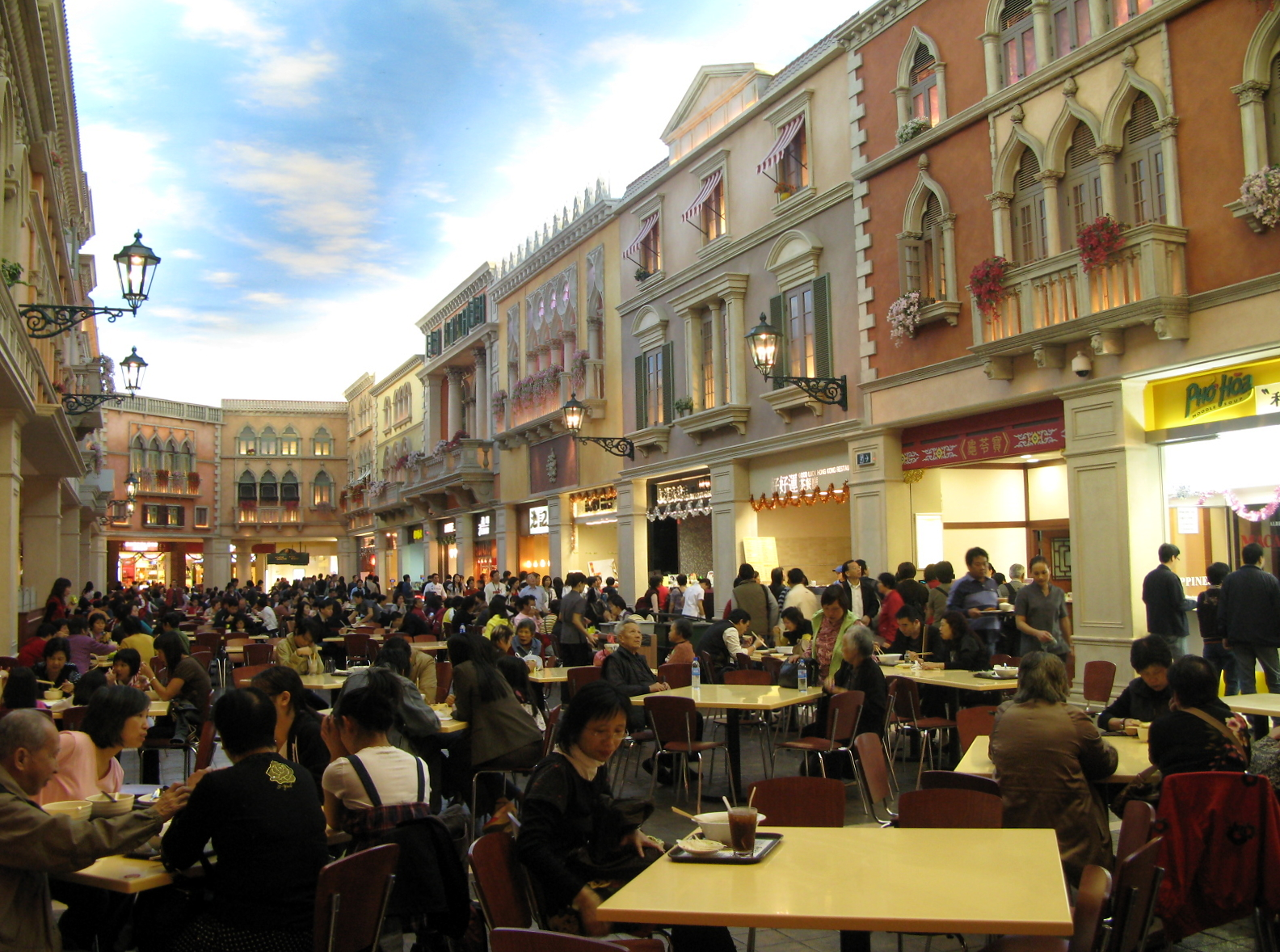
澳門威尼斯人
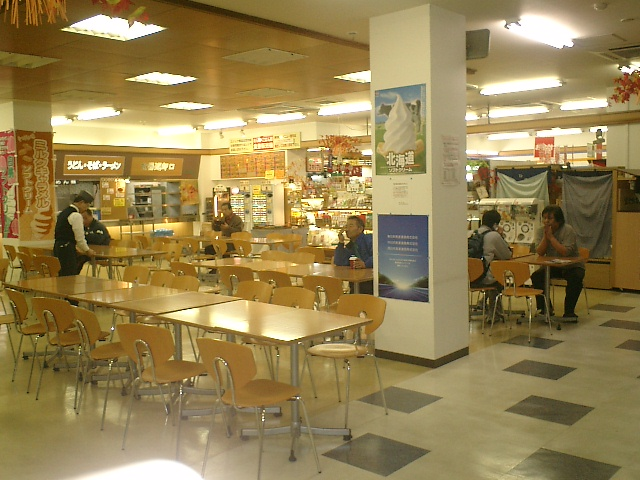
日本的美食廣場
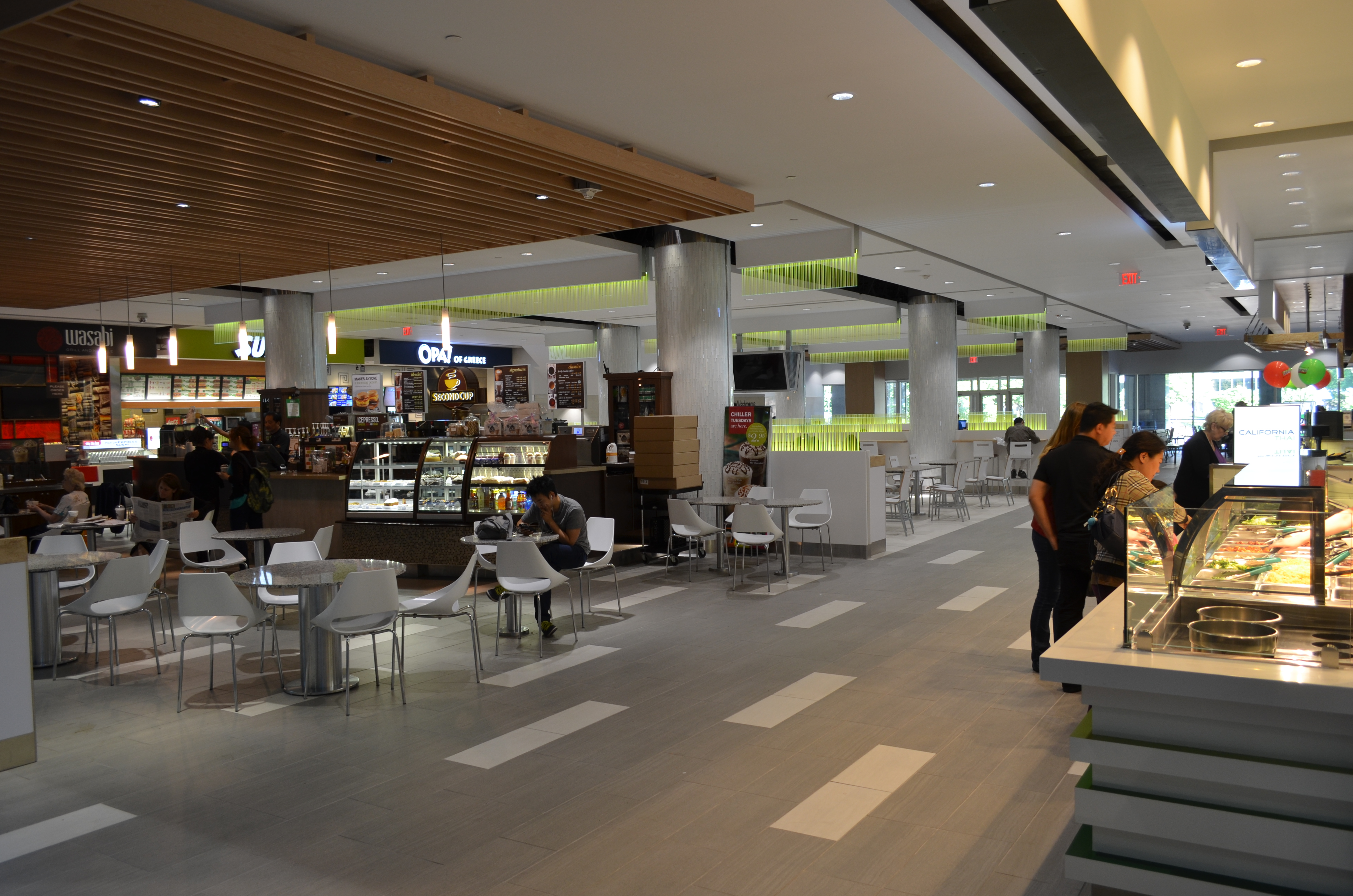
加拿大的美食廣場